# Klada
Klada (italsky Cleda) je malá vesnice a přímořské letovisko v Chorvatsku v Licko-senjské župě, spadající pod opčinu města Senj. Nachází se pod pohořím Velebit, asi 25 km jižně od Senje. V roce 2011 zde trvale žilo 39 obyvatel. Počet obyvatel zde, podobně jako u jiných vesnic v této oblasti, výrazně klesá.
Sousedními vesnicemi jsou Jablanac, Lukovo, Starigrad, Stinica, Sveti Juraj a Velike Brisnice.